# Budova jezuitské koleje (Olomouc)
Budova jezuitské koleje v Olomouci byla sídlem olomoucké jezuitské koleje, školy, která byla předchůdkyní dnešní zdejší Univerzity Palackého. Budova koleje na náměstí Republiky je chráněna jako kulturní památka České republiky. V současné době v ní sídlí Správní archiv Armády ČR.

## Historie
Po založení jezuitské koleje olomouckým biskupem Vilémem Prusinovským v roce 1566 získali jezuité i kostel sv. Františka s minoritským klášterem  a současně s tím se je biskup snažil i finančně podporovat. Biskup nechal klášter přestavět pro nové účely. Na přestavbě se podíleli také italští řemeslníci Jeroným z Benátek, Pavel Vlach a Jan Španiel. Nová kolej vznikla v roce 1569. 

Při řádovém domě postupně vznikalo gymnázium, akademie s právem udělovat univerzitní hodnosti, dále kněžský seminář a také seminář svatého Františka Xaverského, který byl určen pro nemajetné studenty.  Prvním rektorem se stal Hurtado Pérez ze Španělska. Listinou císaře Maxmiliána II. bylo v roce 1573 potvrzeno umístění koleje v bývalém klášteře sv. Františka  a veškeré řádové výsady. Přestavba pokračovala a v roce 1582 byla dokončena třetí část školského areálu s kamennými arkádami kolem velkého nádvoří. Komplex budov  se rozkládal od náměstí až k hradební zdi městského opevnění. V roce 1588 jezuité získali parkán  mezi Židovskou a Novou bránou do své správy. 

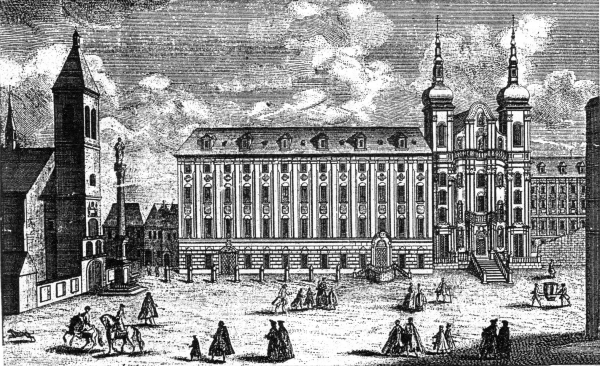
Historický pohled na průčelí koleje, vpravo kostel Panny Marie Sněžné, vlevo již zaniklý kostel Panny Marie na Předhradí

Po odchodu švédských vojsk jezuité zahájili rozsáhlou stavební činnost a postupně vybudovali velkolepé barokní objekty pro účely řádu a univerzity. Po stavbě starého konviktu (1660–1667) a nové školní budovy (1701–1708) začali v letech 1711–1722 s budováním rozsáhlé čtyřpodlažní budovy koleje (rezidence samotných jezuitů), a to souběžně se stavbou kostela Panny Marie Sněžné. Autorem původního projektu je patrně Lukáš Glöckel, který také stavbu do roku 1716 (kdy zemřel) vedl. Po něm převzal stavbu Wolfgang Reich, který ji údajně konzultoval i s Kiliánem Ignácem Dietzenhoferem.  Knihovní sál a refektář  koleje z let 1718–1722 byl vymalován freskami Jana Kryštofa Handkeho, a to v letech 1726–1730.  Celý komplex univerzitních  budov, kterému dominoval kostel Panny Marie Sněžné, tak získal monumentální barokní podobu. Po zrušení jezuitského řádu v roce 1773 byla olomoucká univerzita postátněna.

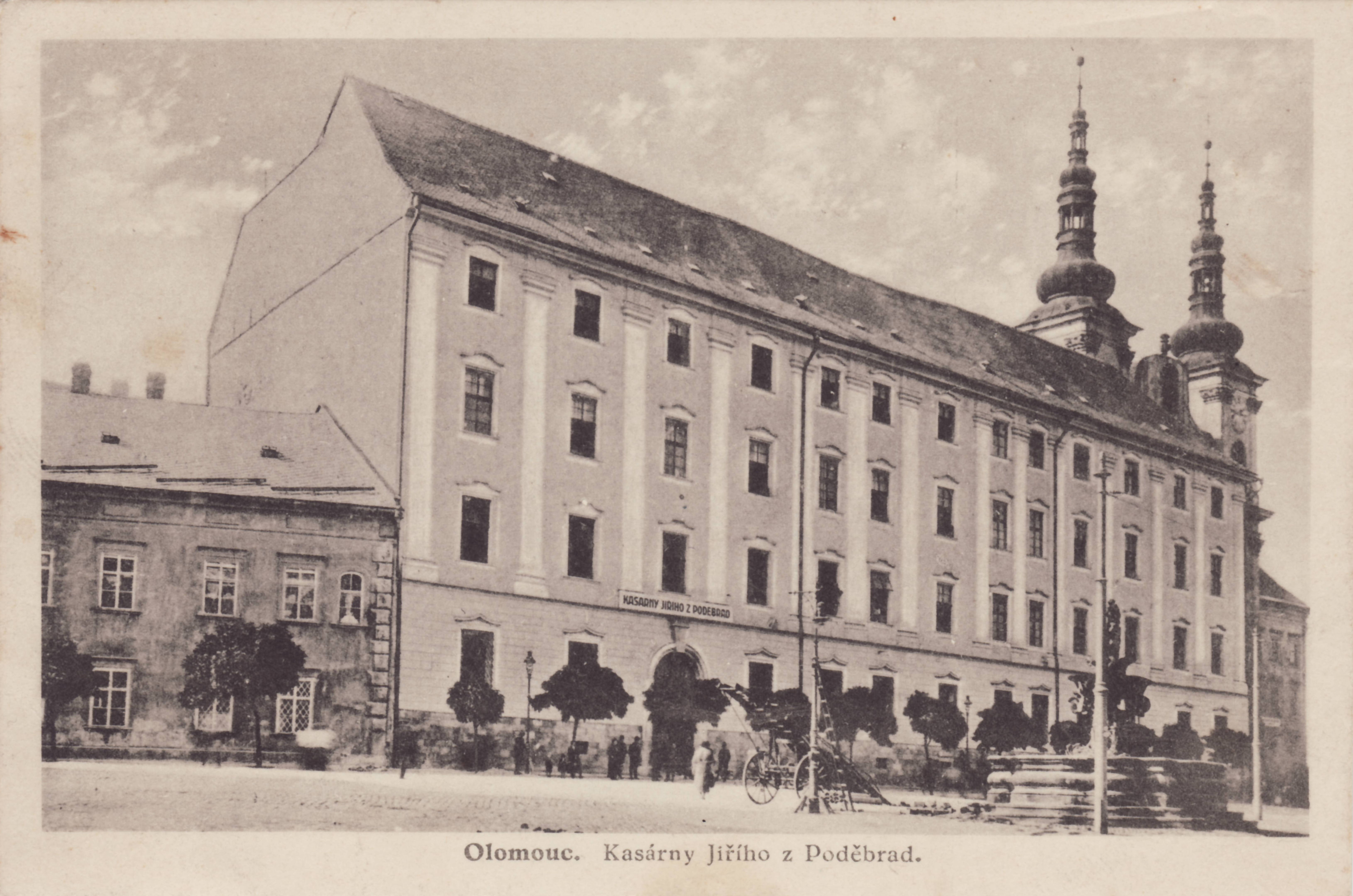
Kasárna Jiřího z Poděbrad na pohlednici z roku 1925

V roce 1785 převzala celý areál armáda a objekty využívala jako ubytovací, skladovací a administrativní kapacity až do padesátých let 20. století. Budova bývalé jezuitské koleje dostala název Jezuitská kasárna, později  byla přejmenována na Kasárna Jiřího z Poděbrad.  V letech 1939–1945 areál využíval pro své jednotky německý Wehrmacht. Po osvobození se sem vrátila československá armáda. V souvislosti se změnou režimu byl po roce 1990  areál rozdělen  a některé budovy získala Univerzita Palackého (starý a nový konvikt) a Vlastivědné muzeum (bývalá škola v Denisově ulici). V budově bývalé jezuitské koleje sídlí od roku 1959  Správní archiv Armády ČR.

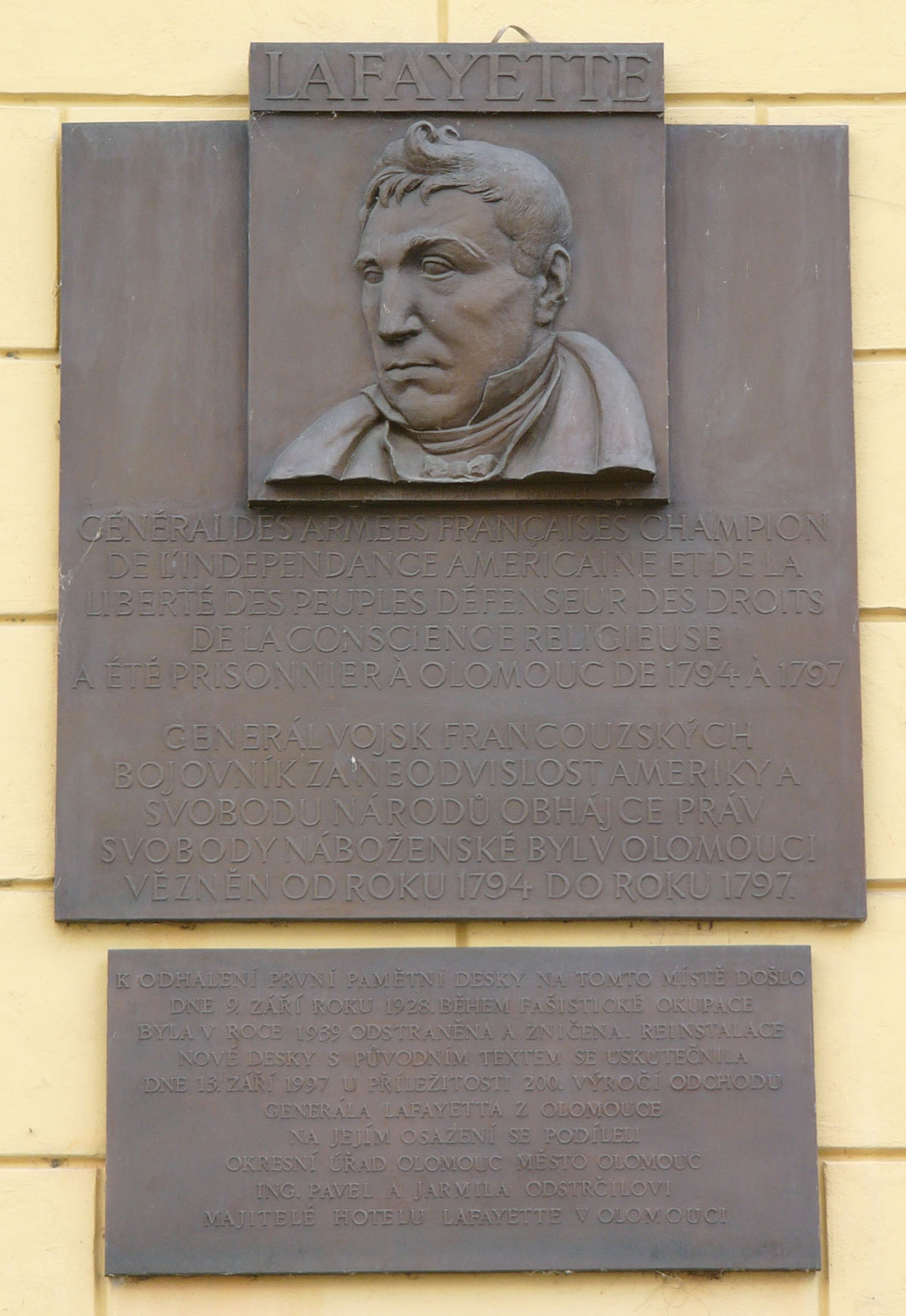
pamětní deska na zdi bývalé jezuitské koleje, kde byl v letech 1794–1797 vězněn generál Lafayette

### Generál Lafayette, vězeň v Jezuitských kasárnách
Generál Lafayette, velitel Národní gardy,  byl na počátku francouzské revoluce  přívržencem jakobínů a důvěrným přítelem Robespierra, Dantona a Marata. Postupně se od radikálního směru odklonil a stal se zastáncem konstituční monarchie. Po sesazení Ludvíka XVI. z trůnu  protestoval proti jeho  zatření a jakobínský parlament ho označil za zrádce. V srpnu  1792 byl zbaven všech funkcí, postaven mimo zákon a jeho majetek zkonfiskován. Rozhodl se společně s dalšími důstojníky opustit Francii. V Belgii  byl  Lafayette se svými přáteli  uvězněn.  Nakonec byl v  květnu 1794   předán Rakušanům a převezen  do Olomouce.
Lafayette byl  umístěn v budově bývalé jezuitské koleje a přísně izolován od svých spoluvězňů i tiskovin.  V jezuitské koleji se nacházeli i další jeho krajané. Bývalý ministr války generál Beaurnoville, čtyři komisaři Konventu (Bancal, Lamarque, Quinette a Camus), které vydal Rakušanům generál Dumouriez na jaře roku 1793 a  poštmistr ve Varennes Drouet, který odhalil Ludvíka XVI. při pokusu o útěk. 
Lafayettův pobyt v Olomouci byl od samého počátku velmi přísně utajován,  byl označován jako „státní vězeň číslo 2.“ Byly mu vymezeny dvě klenuté místnosti v přízemí.  V listopadu 1794 se neúspěšně pokusil o útěk, na cestě byl zadržen a eskortován zpět do Olomouce. Lafayettův vězeňský režim byl okamžitě zpřísněn. Na nějaký čas byl přestěhován do cely umístěné přímo v hradbách. Od října 1795 s ním na vlastní žádost  vězení sdílela manželka Adriena s dcerami Anastázií a Virginií. Lafayette s rodinou byl z vězení propuštěn 19. září 1797 po uzavření míru mezi Rakouskem a Francií v Campo Formiu. 

## Popis

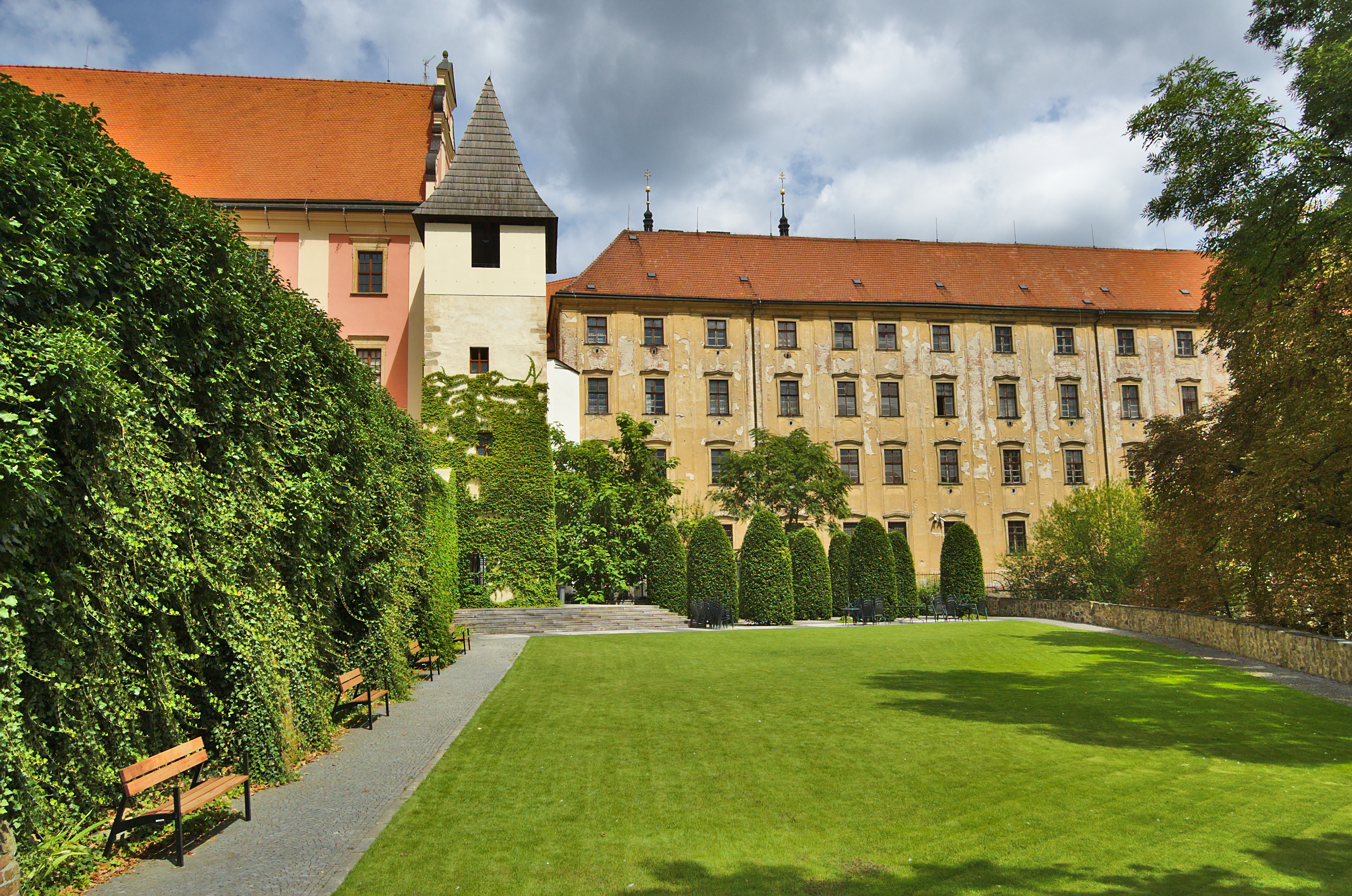
Zadní křídlo jezuitské koleje od parkánových zahrad u městských hradeb. Vlevo Židovská brána do areálu konviktu UP.

Raně barokní komplex čtyř na sebe navazujících třípatrových objektů původní jezuitské koleje se nachází  v sousedství barokního kostela Panny Marie Sněžné na náměstí Republiky.  Hlavní budova má průčelí do náměstí, souběžné zadní křídlo je situováno na parkánu městských hradeb. Spolu s bočními křídly budov a kostelem P. Marie Sněžné vytvářejí dvě uzavřená nádvoří. Sklepy jsou pod všemi objekty cihelné klenuté valenou klenbou s trojúhelnými výsečemi, ve středním a jižním křídle postaveny na původních vyčnívajících skalách.  Průčelí do náměstí je členěno pilastry vysokého řádu, přízemí  je odlišeno kvádrovou bosáží do výše kladí.  Obdélná okna jsou zdobena zvlněnými či rovnými nadokenními římsami.   Asymetricky umístěný portál (původně kočárový vchod) má půlkruhový záklenek a profilované ostění. Hlavní vchod s dvojitým barokním schodištěm vedle kostela Panny Marie Sněžné byl zrušen zřejmě po změně budovy na vojenský objekt. Posledním pozůstatkem na původní hlavní vchod je uvnitř zachovalý barokní vstupní portál.  
Napravo od vstupní haly byla Jezuitská kaple Sodality Panny Marie, královny Andělů  nalevo pak místnost vrátného a vedle pod schody  lékárna.  Kaple sloužila tzv. Sodalitě, tedy družební skupině studentů kolem kultu Panny Marie. Zásluhou místního znalce vojenské historie byla kaple upravena a příležitostně je přístupná. V kapli je nyní takzvané oltářní memento, normalizovaný římský oltář s vysokými svícemi, mešní tabulí, baldachýnem. Oltářní obraz Panny Marie vznikl za pomocí umělé inteligence. 